# Galeopsomyia nicaraguaensis
Galeopsomyia nicaraguaensis är en stekelart som först beskrevs av Peter Cameron 1904.
Galeopsomyia nicaraguaensis ingår i släktet Galeopsomyia och familjen finglanssteklar. Inga underarter finns listade i Catalogue of Life.